# Александър Евтимов
Александър Евтимов е български революционер, ръководител на Вътрешната македоно-одринска революционна организация в Лерин и Битоля.

## Биография
Александър Евтимов е роден през 1874 година в Битоля, тогава в Османската империя. Учи в Битолската българска класическа гимназия, където с брат си членува в революционен кръжок. От кръжока излизат дейци на организацията като Христо Силянов, Лазар Москов, Илия Талев и други. Назначен е за учител в село Буф през 1895 година. Успоредно с това развива революционна дейност в района под прикритието на учителството. По-късно е избран за ръководител на Леринския революционен район. От 1899 година учителства в Битоля, където е избран за член на местния градски, а в 1900 година и на окръжния комитет на ВМОРО.
На 1 април 1903 година преминава в нелегалност и като горски началник на Буфския район взима дейно участие в Илинденско-Преображенското въстание като действа в Буфско и Горна Преспа. От 1908 година е член на окръжния революционен комитет в Битоля.
През декември 1909 година, след промяната на политиката на младотурското правителство към ликвидиране на националните организации и налагане на османизма, Евтимов е арестуван заедно с Георги Попхристов, Георги Николов, Павел Христов, Аце Дорев и Милан Матов по аферата с убийството на ренегата Йово Йованович. След два месеца затвор всички са оправдани от военен съд и освободени. По-късно в 1910 година при обезоръжителната акция е отново арестуван, осъден е на смърт, но по-късно присъдата му е заменена с доживотно заточение.
През 1912 година бяга заедно с Георги Попхристов и Васил Клисаров от Крушево и се установява в България, после взима участие в Балканската война със своя чета, участвала в освобождаването на Битоля. След Първата световна война остава да живее в България, като симпатизира на левицата във Вътрешната македонска революционна организация. На 25 октомври 1925 година е избран за подпредседател в настоятелството на Битолското благотворително братство. Към 1926 година ръководи Разузнавателната организация на ВМРО за Битолска околия
Умира през 1939 година в София.